# هاينو
هاينو (بالألمانية: Heino)‏ أو Heinz Georg Kramm .ولد في 13 ديسمبر 1943، مغني ألماني للموسيقى الشعبية التقليدية والموسيقى الشعبية (الشلاغر).
من أكثر الألمانيين نجاحًا في أي وقت مضى، اشتهر بكثرة إرتدائه للنظارات الشمسية السوداء بسبب جحوظ عينيه اثر تجمع الدهون فيهما.

## روابط خارجية
- هاينو على موقع IMDb (الإنجليزية)
- هاينو على موقع مونزينجر (الألمانية)
- هاينو على موقع ميوزك برينز (الإنجليزية)
- هاينو على موقع أول موفي (الإنجليزية)
- هاينو على موقع أول ميوزيك (الإنجليزية)
- هاينو على موقع ديسكوغز (الإنجليزية)
- هاينو على موقع قاعدة بيانات الفيلم (الإنجليزية)